# Кубок Ліхтенштейну з футболу 2010—2011
Кубок Ліхтенштейну з футболу 2010–2011 — 66-й розіграш кубкового футбольного турніру в Ліхтенштейні. Титул здобув Вадуц.

## Календар
| Раунд        | Дата               | Матчі | Клуби   |
| ------------ | ------------------ | ----- | ------- |
| Перший раунд | 17-18 серпня 2010  | 5     | 17 → 12 |
| Другий раунд | 14-15 вересня 2010 | 4     | 12 → 8  |
| 1/4 фіналу   | 19-20 жовтня 2010  | 4     | 8 → 4   |
| 1/2 фіналу   | 5-12 квітня 2011   | 2     | 4 → 2   |
| Фінал        | 25 квітня 2011     | 1     | 2 → 1   |

## Перший раунд
| Команда 1       | Рахунок | Команда 2     |
| --------------- | ------- | ------------- |
| 17 серпня 2010  |         |               |
| Ешен-Маурен III | 5:1     | Трізенберг II |
| Бальцерс III    | 4:2     | Руггелль II   |
| Вадуц-2         | 1:3     | Трізен II     |
| 18 серпня 2010  |         |               |
| Вадуц III       | 0:5     | Трізен        |
| Шан Аццуррі     | 5:2     | Бальцерс II   |

## Другий раунд
| Команда 1       | Рахунок | Команда 2    |
| --------------- | ------- | ------------ |
| 14 вересня 2010 |         |              |
| Шан Аццуррі     | 1:2     | Руггелль     |
| Трізен II       | 1:3     | Бальцерс III |
| 15 вересня 2010 |         |              |
| Ешен-Маурен III | 1:4     | Трізен       |
| Шан             | 0:1     | Трізенберг   |

## 1/4 фіналу
| Команда 1      | Рахунок | Команда 2   |
| -------------- | ------- | ----------- |
| 19 жовтня 2010 |         |             |
| Бальцерс III   | 1:8     | Ешен-Маурен |
| 20 жовтня 2010 |         |             |
| Руггелль       | 0:6     | Вадуц       |
| Трізен         | 1:13    | Бальцерс    |
| Ешен-Маурен II | 1:2     | Трізенберг  |

## 1/2 фіналу
| Команда 1      | Рахунок | Команда 2  |
| -------------- | ------- | ---------- |
| 5 квітня 2011  |         |            |
| Вадуц          | 8:0     | Трізенберг |
| 12 квітня 2011 |         |            |
| Ешен-Маурен    | 2:1     | Бальцерс   |

## Фінал
| 25 квітня 2011 18:00 (UTC+2) |

| Вадуц                                                   | 5:0      | Ешен-Маурен |
| ------------------------------------------------------- | -------- | ----------- |
| Гаррер 38' Сара 52' Швеглер 64' Арлан 73' Чікконе 90+3' | Протокол |             |

| Райнпарк, Вадуц Глядачів: 2 155 Арбітр: Ніколай Ганні |